# سوزانا وينكورث
سوزانا وينكورث (بالإنجليزية: Susanna Winkworth)‏ مترجمة ومحسنة إنجليزية، ولدت في 13 آب (أغسطس) 1820 وتوفيت في 25 تشرين الثاني (نوفمبر)1884، وهي الشقيقة الكبرى للمترجمة كاثرين وينكورث.

## حياتها وتعليمها
ولدت سوزانا في لندن، وهي الابنة الكبرى لتاجر الحرير هنري وينكورث وأمها سوزانا ديكنسون. تلقّت سوزانا تعليمها في المنزل؛ من بين مدرّسيها كان المبرّزون جيمس مارتينو ووليام جاسكيل.

## أعمالها المنشورة
ترجمت سوزانا مذكرات ومقالات اللاهوتي الألماني بارثولد جورج نيبور في كتاب «حياة ورسائل» (1851 و1852). تبع ذلك ترجمة مؤلفات دينية ألمانية، منها ترجمة "Theologia Germanica" عام 1854، وخمسة وعشرين خطاباً للمتصوف يوهانس تاولر (1858) من العصور الوسطى. أكملت سوزانا السيرة غير المكتملة لـ مارتن لوثر والتي بدأها يوليوس هير عام 1855، وتعاونت مع شقيقتها في ترجمة «علامات الأزمنة Signs of the Times» عام 1856. من ترجماتها الأخرى «الحب الألماني، من أوراق غريب» عام 1858 والذي استند إلى كتابات ماكس مولر. أما منشوراتها الأبرز الأخيرة فقد كانت ترجمة «الله في التاريخ» (1868-1870) وطبعة تذكارية عام 1883من كتابات شقيقتها كاثرين بعج وفاتها عام 1878.

## العمل الخيري
تولت سوزانا بعض الشؤون في بريستول، حينما سكنت مع عائلتها في كليفتون. فقد استثمرت في الإسكان في ساحة داوري وبنت وحدات سكنية للمستأجرين ذوي الدخل المنخفض في جاكوبز ويل في بريستول، وأدارت الوحدة الصحية. كما تولت إدارة مدرسة ريد ميدز وكانت عضواً في مجلس أمناء كلية تشلتينهام للبنات.
توفيت سوزانا عام 1884، عن عمر 64 عاماً، دفنت متعلّقاتها في ساحة كنيسة سانت جون في كليفتون.